# K. Kurz Hessental

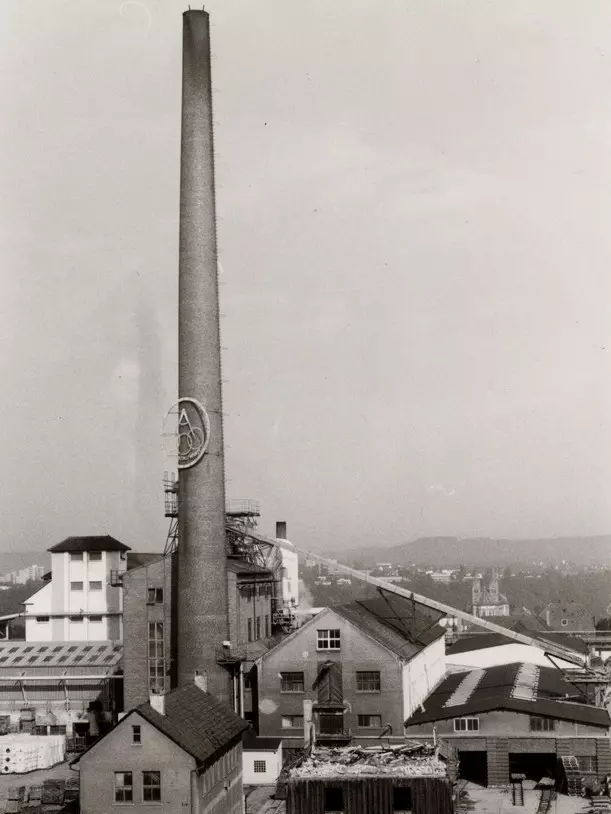
Kurz Hessental Fassfabrik 1979

Die K. Kurz Hessental KG, gegründet 1890 in Hessental, war bis zu ihrer Insolvenz 1998 ein Familienunternehmen, bekannt als „Fassfabrik“ und zeitweilig eines der größten Schwäbisch Haller Industrieunternehmen. Es wurden neben Holzfässern Behälter aus Kunststoff, Holz, Pappe und Papier gefertigt und in alle Welt vertrieben.

## Die frühen Jahre
Keimzelle der Fassfabrik war die von Karl Sauter geleitete Waschbachmühle. Karl Sauter kaufte 1884 eine kleine Sägmühle am Waschbach oberhalb von Steinbach. Er begann 1890 nebenher die Herstellung von Fassdauben. Nach zwei tödlichen Unfällen beim Langholztransport verlegte sein Nachfolger den Betrieb 1909 aufs heutige Firmengelände am Bahnhof Schwäbisch Hall Hessental. Der Ingenieur Karl Kurz stieg als Teilhaber ein und übernahm 1925 die Firma. Die Metallknappheit im 1. und 2. Weltkrieg führte zu einer großen Nachfrage nach Holzprodukten im Allgemeinen und nach Fässern im Besonderen. Um von den Holzvorkommen am unteren Neckar zu profitieren, erwarb man 1929 die Fassfabrik Topf in Frankenthal. Zudem gründete man 1937 ein Sägewerk in Neckargemünd.

## Während des Nationalsozialismus
Im Zweiten Weltkrieg wurden die Hessentaler Fässer in der Rüstungsindustrie und für die Versorgung der Truppen gebraucht, vor allem im Sprengstoff-Transport. Daher wurden der Fassfabrik insgesamt ca. 350 Zwangsarbeiter zugeteilt. Zudem profitierte man von der nationalsozialistischen Wirtschaftspolitik – die Preise für Fässer wurden von Behörden festgesetzt, orientiert an Betrieben an mittlerer Größe. Durch die Größe und Effizienz der Fabrik konnte sie effektiver produzieren und größere Gewinnmargen erzielen.  Neben der Fabrik entstand 1943 ein Barackenlager (aus acht Baracken) für die in der Fassfabrik eingesetzten Zwangsarbeiter. Nach dem Krieg wurden in diesem Barackenlager wiederum Heimatvertriebene untergebracht. Eine dieser Baracken wird derzeit im Hohenloher Freilandmuseum restauriert und soll eine Ausstellung über das Thema Zwangsarbeit aufnehmen.
Karl Kurz stand den Nationalsozialisten kritisch gegenüber und entging 1939 nur knapp einer Inhaftierung im KZ Welzheim aufgrund abfälliger Äußerungen über Nazi-Größen. Er verweigerte auch die Umsetzung von Hitlers „Nero-Befehl“, Infrastruktur und Industrie zu zerstören. Nach Kriegsende gaben insbesondere französische Kriegsgefangene an, Karl Kurz habe sich ihnen gegenüber stets „korrekt“ verhalten.

## Erfolgsjahre und Konkurs
Kurz nach dem Zweiten Weltkrieg wurde die Fabrik in eine Familien-KG umgewandelt und 1963 in „K. Kurz Hessental KG“ umbenannt. Zeitweise wurden 1.200 Mitarbeiter in drei Zweigwerken (in Lohmar, in Neckargmünd und Hurlach) beschäftigt. Das Produktspektrum umfasste bald Verpackungen, Kübel und Großbehälter aus Holz, Sperrholz, Fibre (widerstandsfähige Pappe), Kunststoff und Stahl sowie Paletten und Bottiche. Außerdem gab es eine eigene Maschinenbauabteilung. Ab den 1950er-Jahren setzten Bergexpeditionen in aller Welt auf die widerstandsfähigen Fässer aus Schwäbisch Hall – auch Reinhold Messner nutzte sie 1977 für seine Dhaulagiri-Expedition. 1967 wurden erstmals Kraftstofftanks aus Kunststoff für Porsche hergestellt. Auch Leichtbauhelme aus Styropor für die Radrennfahrer bei den Olympischen Spielen 1972 zählten zu den Erzeugnissen der Karl Kurz KG.
Am 11. Oktober 1978 kam es zum schlimmsten der immer wieder auftretenden Feuer auf dem Firmengelände. Beim Brand zweier Gebäude (der Kübelfabrik und der Schreinerei) entstand ein auf bis zu 10 Millionen D-Mark geschätzter Schaden.
Zum 100-Jahr-Jubiläum 1990 zeigte sich die Firma gut aufgestellt. Kurz galt als führend im Bereich der Blastechnologie, mit deren Hilfe kompliziert geformte Wasser- und Kraftstofftanks sowie Filtergehäuse aus Kunststoff für Autos, Lastwagen und Traktoren hergestellt wurden. Die Automatisierung hatte die Mitarbeiterzahl auf 430 zurückgehen lassen.
Die Geschichte der K. Kurz KG endet 1998 mit dem Konkurs. Es mangelte dem Unternehmen nicht an Aufträgen, aber um mit der technischen Entwicklung Schritt halten zu können, mussten beständig hohe Summen investiert werden. So geriet das Unternehmen in einen Liquiditätsengpass.

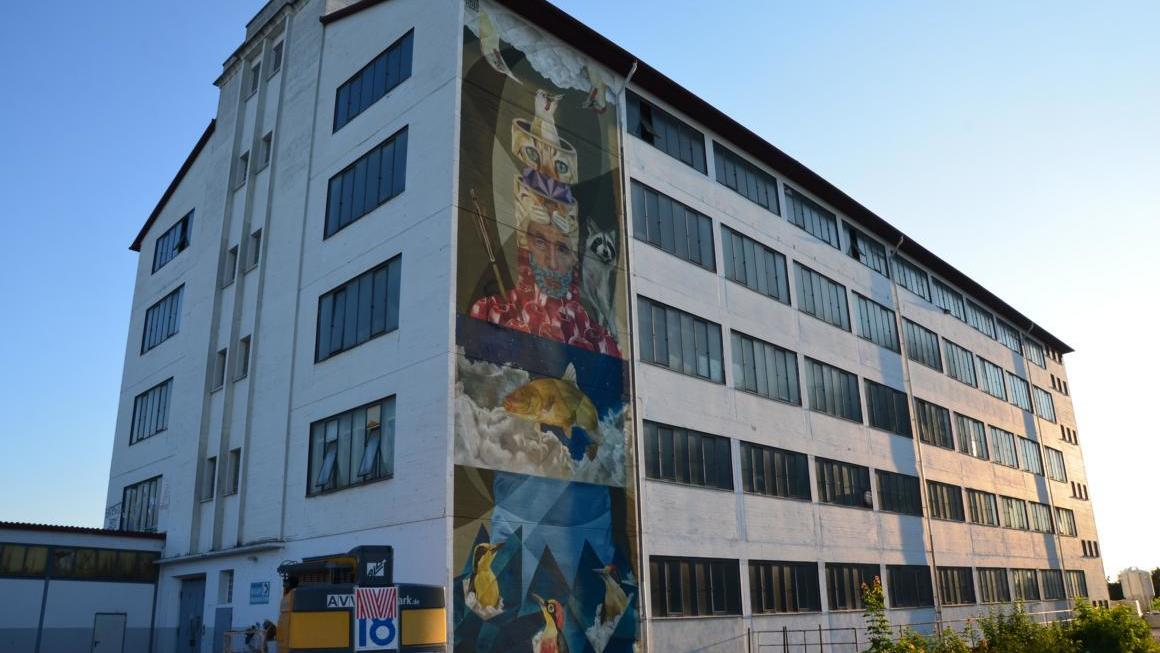
Fassadenkunstwerk im Hessentaler Karl-Kurz-Areal von Koz Doz

## Die Fassfabrik heute
Im Jahr 2000 verloren die letzten 35 Mitarbeiter des Nachfolgers AK Euroform ihre Arbeitsplätze.
Seit 2017 entwickelt die städtische Tochter GWG das fast 8 ha große Karl-Kurz-Areal als ein ressourcenschonendes Revitalisierungsprojekt. Das gesamte Objekt wurde als KfW-70 Effizienzhaus gebaut.